# Suvi Väisänen
Suvi Väisänen (1990) è una giocatrice di football americano finlandese, che gioca gioca come runningback per le Turku Trojans..